# Chòi mòi hai màu
Chòi mòi hai màu (danh pháp: Antidesma subbicolor) là một loài thực vật có hoa trong họ Diệp hạ châu. Loài này được Gagnep. mô tả khoa học đầu tiên năm 1923.